# Гальський мох
Га́льський Мох — болото, гідрологічна пам'ятка природи загальнодержавного значення в Україні. Розташована в Сновському районі Чернігівській області, неподалік від села Загребельна Слобода. 
Площа 25 га. Створена 1975 року. Перебуває у віданні Корюківського держлісгоспу. Розташована на території Новоборовицького лісництва (кв. 78, 79), в урочищі «Гало», на другій лівобережній терасі річки Снов. 
Переважають торф'янисті ґрунти. Торфовий поклад завглибшки до 2,1 м належить до мішаного перехідного типу. 
Болото неправильної видовжено-овальної форми, оточене сосновим лісом, який переходить до болота у вологий березовий ліс. Флора пам'ятки природи має бореальний характер. Тут виявлено близько 40 видів судинних рослин. Переважна частина болота вкрита мезотрофними та олігомезотрофними пухівково-сфагновими угрупованнями (з пухівкою піхвовою (Eriophorum vaginatum) та Sphagnum majus з розрідженими сосною (Pinus sylvestris), березою пухнастою (Betula pubescens), березою повислою (Betula pendula) заввишки до 4 м. У центральній частині болота у трав'яно-чагарничковому ярусі (проективне покриття 60—70%) значна роль належить журавлині болотній (Oxycoccus palustris) (10—15%), андромеді багатолистій (Andromeda polifolia) та багну болотному (Ledum palustre) (5—10%). Ближче до периферії їхня участь у ценозах зменшуються, а більшу роль відіграють осока пухнастоплода (Carex lasiocarpa) та осока омська (Carex omskiana), які мають (проективне покриття 10—15%. Моховий ярус (проективне покриття 80—90%) утворений здебільшого Sphagnum majus. 
Периферійна частина болота зайнята мезоевтрофними осоково-сфагновими угрупованнями з розрідженими осокою омською (Carex omskiana), Sphagnum majus та густим деревостаном, утвореним березою пухнастою (Betula pubescens) та березою повислою (Betula pendula). У травостої трапляються куничник сіруватий (Calamagrostis canescens), осока пухнастоплода (Carex lasiocarpa), осока чорна (Carex nigra), пухівка піхвова (Eriophorwn vaginatum), вовче тіло болотне (Comarum palustre), вербозілля звичайне (Lysimachia vulgaris), кизляк китицецвітий (Naumburgia thyrsiflora). 
Созологічну цінність становлять рідкісні для регіону мезотрофні та олігомезотрофні пухівково-сфагнові угруповання (Eriophorum vaginatum-Sphagnum majus), а також характерні для них рідкісні на Лівобережному Поліссі види — андромеда багатолиста (Andromeda polifolia), багно болотне (Ledum palustre), журавлина болотна (Oxycoccus palustris), верба лапландська (Salix lapponum).